# Campionato FIA di Formula Regional Middle East 2025
Il Campionato FIA di Formula Regional Middle East 2025 è stata la terza stagione della Formula Regional Middle East, la quarta con la denominazione Regional che in precedenza noto come Campionato FIA di Formula Regional Asia, arrivato all'ottava edizione. Il campionato presenta in griglia sia piloti professionisti sia piloti amatoriali.

## Calendario
Il campionato è formato da cinque round, il cui calendario è stato svelato il 6 settembre 2024. Il calendario originariamente prevedeva il ritorno dopo un anno di assenza del Kuwait Motor Town nei primi due round del campionato, per poi fare tappa negli Emirati Arabi Uniti prima al Dubai Autodrome e poi al Circuito di Yas Marina, Infine, come il Jeddah Corniche Circuit in Arabia Saudita avrebbe dovuto ospitare l'ultimo round stagionale. Il calendario è stato successivamente modificato con la sostituzione delle prime due tappe ora al Circuito di Yas Marina, al posto del Kuwait Motor Town, e l'ultima tappa che si terrà al Circuito di Lusail, in Qatar, invece che al Jeddah Corniche Circuit.
| Round | Round | Circuito                          | Data        | Evento di supporto                                                                   |
| ----- | ----- | --------------------------------- | ----------- | ------------------------------------------------------------------------------------ |
| 1     | G1    | Circuito di Yas Marina, Abu Dhabi | 18 gennaio  | Middle East Trophy Clio Cup Middle East Gulf Radical Cup F4 Middle East Championship |
| 1     | G2    | Circuito di Yas Marina, Abu Dhabi | 19 gennaio  | Middle East Trophy Clio Cup Middle East Gulf Radical Cup F4 Middle East Championship |
| 1     | G3    | Circuito di Yas Marina, Abu Dhabi | 19 gennaio  | Middle East Trophy Clio Cup Middle East Gulf Radical Cup F4 Middle East Championship |
| 2     | G1    | Circuito di Yas Marina, Abu Dhabi | 22 gennaio  | F4 Middle East Championship                                                          |
| 2     | G2    | Circuito di Yas Marina, Abu Dhabi | 23 gennaio  | F4 Middle East Championship                                                          |
| 2     | G3    | Circuito di Yas Marina, Abu Dhabi | 23 gennaio  | F4 Middle East Championship                                                          |
| 3     | G1    | Dubai Autodrome, Abu Dhabi        | 8 febbraio  | F4 Middle East Championship Asian Le Mans Series                                     |
| 3     | G2    | Dubai Autodrome, Abu Dhabi        | 9 febbraio  | F4 Middle East Championship Asian Le Mans Series                                     |
| 3     | G3    | Dubai Autodrome, Abu Dhabi        | 9 febbraio  | F4 Middle East Championship Asian Le Mans Series                                     |
| 4     | G1    | Circuito di Yas Marina, Abu Dhabi | 15 febbraio | F4 Middle East Championship Asian Le Mans Series Clio Cup Middle East                |
| 4     | G2    | Circuito di Yas Marina, Abu Dhabi | 16 febbraio | F4 Middle East Championship Asian Le Mans Series Clio Cup Middle East                |
| 4     | G3    | Circuito di Yas Marina, Abu Dhabi | 16 febbraio | F4 Middle East Championship Asian Le Mans Series Clio Cup Middle East                |
| 5     | G1    | Circuito di Lusail, Lusail        | 27 febbraio | F4 Middle East Championship Campionato del mondo endurance                           |
| 5     | G2    | Circuito di Lusail, Lusail        | 28 febbraio | F4 Middle East Championship Campionato del mondo endurance                           |
| 5     | G3    | Circuito di Lusail, Lusail        | 28 febbraio | F4 Middle East Championship Campionato del mondo endurance                           |

## Team e piloti
Tutte le vetture in griglia utilizzano le Formula Regional costruite da Tatuus, montando gomme Giti ed alimentate da un motore Alfa Romeo turbo da 270 CV.
| Team                  | #  | Piloti                | Stato | Gare   |
| --------------------- | -- | --------------------- | ----- | ------ |
| AKCEL GP              | 15 | Aditya Kulkarni       | R     | 1-4    |
| AKCEL GP              | 50 | Jaden Pariat          | R     | 1-2    |
| AKCEL GP              | 67 | James Hedley          |       | 3-4    |
| ART Grand Prix        | 19 | Kanato Le             |       | Tutti  |
| ART Grand Prix        | 89 | Taito Kato            | R     | Tutti  |
| ART Grand Prix        | 95 | Evan Giltaire         |       | Tutti  |
| PHM Racing            | 9  | Everett Stack         | R     | Tutti  |
| PHM Racing            | 15 | Brando Badoer         |       | Tutti  |
| Pinnacle Motorsport   | 6  | Hiyu Yamakoshi        |       | 3-5    |
| Pinnacle Motorsport   | 24 | Ernesto Rivera        | R     | Tutti  |
| Pinnacle Motorsport   | 33 | Jesse Carrasquedo Jr. |       | 1-2, 5 |
| Pinnacle Motorsport   | 56 | Yuanpu Cui            |       | 3-4    |
| Pinnacle Motorsport   | 69 | Finley Green          |       | Tutti  |
| Pinnacle Motorsport   | 99 | Giovanni Maschio      |       | 1-2    |
| Mumbai Falcons Racing | 4  | Reza Seewooruthun     | R     | 5      |
| Mumbai Falcons Racing | 8  | Reza Seewooruthun     | R     | 1-2    |
| Mumbai Falcons Racing | 14 | Rashid Al Dhaheri     | R     | Tutti  |
| Mumbai Falcons Racing | 27 | Freddie Slater        | R     | Tutti  |
| Mumbai Falcons Racing | 28 | Doriane Pin           |       | 3-4    |
| Mumbai Falcons Racing | 45 | Jack Beeton           | R     | Tutti  |
| Origine Motorsport    | 22 | Wang Zhongwei         |       | Tutti  |
| Origine Motorsport    | 29 | Gao Yujia             |       | 5      |
| Origine Motorsport    | 66 | Ruiqi Liu             |       | 1-4    |
| Saintéloc Racing      | 4  | Théophile Naël        |       | 1-3    |
| Saintéloc Racing      | 10 | Lorenzo Castillo      | R     | 1-2    |
| Saintéloc Racing      | 10 | Nikita Bedrin         |       | 4-5    |
| Saintéloc Racing      | 26 | Jakob Bergmeister     |       | 3      |
| Saintéloc Racing      | 96 | Yaroslav Veselaho     |       | Tutti  |
| Evans GP              | 5  | Aaron Cameron         |       | Tutti  |
| Evans GP              | 8  | Matteo De Palo        |       | 4-5    |
| Evans GP              | 11 | Alex Sawer            |       | 3-5    |
| Evans GP              | 88 | Kai Daryanani         | R     | Tutti  |
| R-ace GP              | 1  | Enzo Deligny          |       | Tutti  |
| R-ace GP              | 2  | Jin Nakamura          |       | Tutti  |
| R-ace GP              | 3  | Akshay Bohra          | R     | Tutti  |
| R-ace GP              | 7  | Ugo Ugochukwu         |       | Tutti  |

## Risultati
| Round | Round | Circuito                   | Data        | Pole Position  | Giro Veloce    | Vincitore      | Team vincitore        | Vincitore Rookie  | Note   |
| ----- | ----- | -------------------------- | ----------- | -------------- | -------------- | -------------- | --------------------- | ----------------- | ------ |
| 1     | G1    | Circuito di Yas Marina     | 17 gennaio  | Freddie Slater | Freddie Slater | Freddie Slater | Mumbai Falcons Racing | Freddie Slater    | [ 22 ] |
| 1     | G2    | Circuito di Yas Marina     | 18 gennaio  |                | Kanato Le      | Kanato Le      | ART Grand Prix        | Freddie Slater    | [ 23 ] |
| 1     | G3    | Circuito di Yas Marina     | 18 gennaio  | Freddie Slater | Freddie Slater | Freddie Slater | Mumbai Falcons Racing | Freddie Slater    | [ 24 ] |
| 2     | G1    | Circuito di Yas Marina     | 22 gennaio  | Freddie Slater | Freddie Slater | Evan Giltaire  | ART Grand Prix        | Rashid Al Dhaheri | [ 25 ] |
| 2     | G2    | Circuito di Yas Marina     | 23 gennaio  |                | Théophile Naël | Brando Badoer  | PHM Racing            | Jack Beeton       | [ 26 ] |
| 2     | G3    | Circuito di Yas Marina     | 23 gennaio  | Evan Giltaire  | Evan Giltaire  | Evan Giltaire  | ART Grand Prix        | Ernesto Rivera    | [ 27 ] |
| 3     | G1    | Autodromo di Dubai         | 8 febbraio  | Evan Giltaire  | Ugo Ugochukwu  | Ugo Ugochukwu  | R-ace GP              | Rashid Al Dhaheri | [ 28 ] |
| 3     | G2    | Autodromo di Dubai         | 9 febbraio  |                | Enzo Deligny   | Jin Nakamura   | R-ace GP              | Freddie Slater    | [ 29 ] |
| 3     | G3    | Autodromo di Dubai         | 9 febbraio  | Evan Giltaire  | Evan Giltaire  | Evan Giltaire  | ART Grand Prix        | Rashid Al Dhaheri | [ 30 ] |
| 4     | G1    | Circuito di Yas Marina     | 15 febbraio | Evan Giltaire  | Ugo Ugochukwu  | Freddie Slater | Mumbai Falcons Racing | Freddie Slater    | [ 31 ] |
| 4     | G2    | Circuito di Yas Marina     | 16 febbraio |                | Akshay Bohra   | Akshay Bohra   | R-ace GP              | Akshay Bohra      | [ 32 ] |
| 4     | G3    | Circuito di Yas Marina     | 16 febbraio | Freddie Slater | Freddie Slater | Freddie Slater | Mumbai Falcons Racing | Freddie Slater    | [ 33 ] |
| 5     | G1    | Circuito di Lusail, Lusail | 27 febbraio | Evan Giltaire  | Nikita Bedrin  | Nikita Bedrin  | Saintéloc Racing      | Taito Kato        |        |
| 5     | G2    | Circuito di Lusail, Lusail | 27 febbraio |                | Enzo Deligny   | Enzo Deligny   | R-ace GP              | Ernesto Rivera    |        |
| 5     | G3    | Circuito di Lusail, Lusail | 28 febbraio | Ugo Ugochukwu  | Nikita Bedrin  | Jack Beeton    | Mumbai Falcons Racing | Jack Beeton       |        |

## Classifiche

### Sistema di punteggio
Nella prima gara la griglia sarà stabilita dalle posizioni delle qualifiche, mentre nella seconda gara di ogni round la griglia sarà stabilita prendendo i risultati della prima gara invertendo le prime 10 posizioni, essendo stata precedentemente impostata utilizzando i giri più veloci di gara uno. Come nelle precedenti due stagioni, viene introdotta la Rookie Cup.
Cambia il sistema di punteggio rispetto alla scorsa edizione, con i piloti in zona punti che aumentano fino alla dodicesima posizione, mentre due punti saranno guadagnati anche a chi segnerà la Pole Position. Il sistema di punteggio si presenta ora così:
| Posizione | 1º | 2º | 3º | 4º | 5º | 6º | 7º | 8º | 9º | 10º | 11º | 12º | Pole |
| Punti     | 30 | 22 | 18 | 15 | 12 | 10 | 8  | 6  | 4  | 3   | 2   | 1   | 2    |

### Campionato Piloti
| Pos | Piloti                | ABU | ABU | ABU | ABU | ABU | ABU | DUB | DUB | DUB | ABU | ABU | ABU | LUS | LUS | LUS | Pts |
| --- | --------------------- | --- | --- | --- | --- | --- | --- | --- | --- | --- | --- | --- | --- | --- | --- | --- | --- |
| 1   | Evan Giltaire         | 3   | 7   | 2   | 1   | NP  | 1   | 3   | 7   | 1   | 3   | 7   | 2   | 6   | 4   | 6   | 264 |
| 2   | Freddie Slater        | 1   | 6   | 1   | 5   | 6   | Rit | 7   | 2   | 6   | 1   | 6   | 1   | 12  | 11  | 4   | 228 |
| 3   | Ugo Ugochukwu         | 10  | 4   | Rit | 7   | 4   | 19† | 1   | 5   | 2   | 2   | 8   | 3   | 2   | 7   | 2   | 205 |
| 4   | Brando Badoer         | 4   | 5   | 6   | 10  | 1   | 2   | 2   | 9   | 6   | 6   | 3   | 14  | 14  | 13  | 11  | 156 |
| 5   | Enzo Deligny          | 7   | 3   | 10  | 12  | 11  | 3   | 8   | 8   | 4   | 7   | 11  | 4   | 4   | 1   | 16  | 147 |
| 6   | Rashid Al Dhaheri     | 2   | 8   | 16  | 2   | 5   | 10  | 5   | 3   | 5   | 5   | 14  | 23† | 8   | 5   | 8   | 144 |
| 7   | Théophile Naël        | 8   | 2   | 4   | 9   | 2   | 4   | 4   | 7   | 3   |     |     |     |     |     |     | 125 |
| 8   | Kanato Le             | 9   | 1   | 13  | 14  | 9   | 7   | 6   | 10  | Rit | 4   | 4   | 15  | 5   | 8   | 5   | 119 |
| 9   | Ernesto Rivera        | 5   | 13  | 5   | 17  | 12  | 5   | 25† | 22  | 9   | 8   | 5   | 7   | 9   | 2   | 7   | 101 |
| 10  | Jin Nakamura          | 12  | 9   | 8   | 6   | 8   | 8   | 10  | 1   | 12  | 19  | 10  | 10  | 3   | 21  | 10  | 94  |
| 11  | Nikita Bedrin         |     |     |     |     |     |     |     |     |     | 9   | 2   | Rit | 1   | 3   | 3   | 92  |
| 12  | Taito Kato            | 6   | 14  | 7   | 3   | 22  | 18  | 9   | 12  | 10  | 11  | 12  | 6   | 7   | 6   | 13  | 75  |
| 13  | Jack Beeton           | 17  | Rit | 14  | 8   | 3   | 14  | 12  | 11  | 22  | 13  | Rit | 8   | 11  | Rit | 1   | 65  |
| 14  | Akshay Bohra          | 15  | Rit | Rit | 16  | 14  | 10  | 11  | 6   | 18  | 10  | 1   | 22  | 13  | 14  | 17  | 48  |
| 15  | Jesse Carrasquedo Jr. | 11  | 10  | 3   | 4   | 10  | 17  |     |     |     |     |     |     | 21  | 16  | 14  | 41  |
| 16  | Hiyu Yamakoshi        |     |     |     |     |     |     | 26† | 19  | 8   | 17  | 9   | 5   | 10  | 22  | 9   | 29  |
| 17  | Reza Seewooruthun     | Rit | 12  | 9   | 11  | 7   | 6   |     |     |     |     |     |     | 15  | 10  | 15  | 28  |
| 18  | Aaron Cameron         | 13  | 11  | 12  | 18  | NP  | Rit | 24  | 20  | Rit | 12  | 19  | 9   |     |     |     | 8   |
| 19  | Matteo De Palo        |     |     |     |     |     |     |     |     |     | Rit | 16  | 24† | Rit | 9   | 19  | 4   |
| 20  | Liu Ruiqi             | 14  | 22† | 19  | 13  | 17  | 11  | 13  | 13  | 11  | 19  | 13  | 20  |     |     |     | 4   |
| 21  | Aditya Kulkarni       | 21  | 17  | 11  | 24  | 23† | 15  | 17  | 15  | 15  | 18  | Rit | 11  |     |     |     | 4   |
| 22  | Kai Daryanani         | 25† | 18  | 18  | 15  | 13  | 13  | 21  | 14  | 14  | Rit | 17  | 12  | 16  | 15  | 12  | 2   |
| 23  | Giovanni Maschio      | 19  | Rit | 15  | 21  | 15  | 12  |     |     |     |     |     |     |     |     |     | 1   |
| 24  | Alex Sawer            |     |     |     |     |     |     | 20  | 26  | 20  | 21  | 18  | Rit | 18  | 12  | 21  | 1   |
| 25  | James Hedley          |     |     |     |     |     |     | 18  | 16  | 13  | 15  | Rit | 13  |     |     |     | 0   |
| 26  | Yaroslav Veselaho     | 20  | 19  | 17  | 23  | 16  | Rit | 14  | 17  | 16  | 20  | 21  | 17  | 19  | 17  | 23  | 0   |
| 27  | Everett Stack         | 18  | 15  | Rit | Rit | 19  | 16  | Rit | 25  | 19  | 16  | 15  | Rit | Rit | Rit | 20  | 0   |
| 28  | Yuanpu Cui            |     |     |     |     |     |     | 15  | 21  | 27  | 24† | 21  | 21  |     |     |     | 0   |
| 29  | Jaden Pariat          | 23  | 16  | 22  | 19  | 20  | Rit |     |     |     |     |     |     |     |     |     | 0   |
| 30  | Doriane Pin           |     |     |     |     |     |     | 16  | 18  | Rit | 23  | 20  | 16  |     |     |     | 0   |
| 31  | Lorenzo Castillo      | 16  | 20  | 21  | 20  | Rit | Rit |     |     |     |     |     |     |     |     |     | 0   |
| 32  | Finley Green          | 24  | Rit | 20  | 22  | 18  | Rit | 19  | 24  | Rit | Rit | 23  | 19  | 20  | 20  | Rit | 0   |
| 33  | Gao Yujia             |     |     |     |     |     |     |     |     |     |     |     |     | 27  | 18  | 28  | 0   |
| 34  | Wang Zhongwei         | 22  | 21  | 23  | 25  | 21  | Rit | 22  | 27  | 21  | 22  | Rit | 18  | 22  | 19  | 22  | 0   |
| 35  | Jakob Bergmeister     |     |     |     |     |     |     | 23  | 23  | Rit |     |     |     |     |     |     | 0   |
| Pos | Piloti                | ABU | ABU | ABU | ABU | ABU | ABU | DUB | DUB | DUB | ABU | ABU | ABU | LUS | LUS | LUS | Pts |

### Classifiche Rookie
| Pos | Pilota            | ABU | ABU | ABU | ABU | ABU | ABU | DUB | DUB | DUB | ABU | ABU | ABU | LUS | LUS | LUS | Punti |
| --- | ----------------- | --- | --- | --- | --- | --- | --- | --- | --- | --- | --- | --- | --- | --- | --- | --- | ----- |
| 1   | Freddie Slater    | 1   | 1   | 1   | 3   |     |     |     |     |     |     |     |     |     |     |     | 120   |
| 2   | Rashid Al Dhaheri | 2   | 2   | 7   | 1   |     |     |     |     |     |     |     |     |     |     |     | 82    |
| 3   | Taito Kato        | 4   | 5   | 3   | 2   |     |     |     |     |     |     |     |     |     |     |     | 67    |
| 4   | Ernesto Rivera    | 3   | 7   | 2   | 6   |     |     |     |     |     |     |     |     |     |     |     | 65    |
| 5   | Reza Seewooruthun | Rit | 3   | 4   | 5   |     |     |     |     |     |     |     |     |     |     |     | 45    |
| 6   | Jack Beeton       | 7   | Rit | 6   | 4   |     |     |     |     |     |     |     |     |     |     |     | 33    |
| 7   | Aditya Kulkarni   | 9   | 8   | 5   | 11  |     |     |     |     |     |     |     |     |     |     |     | 24    |
| 8   | Akshay Bohra      | 5   | Rit | Rit | 7   |     |     |     |     |     |     |     |     |     |     |     | 20    |
| 9   | Lorenzo Castillo  | 6   | 10  | 9   | 10  |     |     |     |     |     |     |     |     |     |     |     | 20    |
| 10  | Jaden Pariat      | 10  | 7   | 10  | 9   |     |     |     |     |     |     |     |     |     |     |     | 18    |
| 11  | Kai Daryanani     | 11† | 9   | 8   | 8   |     |     |     |     |     |     |     |     |     |     |     | 18    |
| 12  | Everett Stack     | 8   | 6   | Rit | Rit |     |     |     |     |     |     |     |     |     |     |     | 16    |
| Pos | Pilota            | ABU | ABU | ABU | ABU | ABU | ABU | DUB | DUB | DUB | ABU | ABU | ABU | LUS | LUS | LUS | Punti |